# Стандартний аналіз води
Аналіз води – стандартний аналіз води виконують з метою вивчення її хімічних властивостей.
Передбачає визначення аніонів хлору, сульфатів, гідрокарбонатів, катіонів кальцію, магнію, натрію+калію, заліза, манґану, а також густини і рН, мутності, кольору, запаху, перманганатної окиснюваності, сухого залишку, твердості води, наявність нітратів, флуоридів, силікатів, аміаку і амонію. 
Спеціальні аналізи хімічного складу вод - аналізи вод, які передбачають визначення: 
- придатності води для закачування в продуктивні пласти як витіснювального агента (технічний аналіз);
- ступеня забруднення води з метою виявлення її придатності для пиття і побутового використання (санітарний аналіз);
- лікувальних властивостей води (бальнеологічний аналіз) тощо.